# Riojasaurus
Riojasaurus (do latim "lagarto de La Rioja") foi uma espécie de dinossauro herbívoro e quadrúpede que viveu durante o período Triássico. Media cerca de 10 metros de comprimento e seu peso é até então desconhecido.
O Riojasaurus viveu na América do Sul e foi descoberto na Argentina. Foi um dos mais antigos dinossauros com pescoço comprido e o ancestral dos grandes saurópodos que iriam surgir milhões de anos depois no período Jurássico.
Embora tenham sido encontrados muitos ossos e fósseis de Riojasaurus, nunca foi encontrado um crânio desse dinossauro.